# Шостак Григорій Данилович
Григорій Данилович Шостак (1919, село Мала Загорівка, тепер Борзнянського району Чернігівської області — 1987, місто Київ) — український радянський партійний діяч, 1-й секретар Білоцерківського міськкому КПУ Київської області. Депутат Верховної Ради УРСР 8-го скликання.

## Біографія
Народився у селянській родині. У 1940 році закінчив Конотопський технікум шляхів сполучення. Трудову діяльність розпочав у 1940 році майстром на Львівській залізниці.
Учасник німецько-радянської війни. У 1941 — 1945 р. — служив у Радянській армії. У 1941 році був курсантом авіаційної школи стрільців-радистів. Потім воював на Південно-Західному, Сталінградському, 1-му Українському фронтах. Член ВКП(б) з 1943 року.
У 1945 — 1949 р. — інженер, начальник дистанції шляхів, дільничний ревізор Львівської залізниці.
У 1949 — 1952 р. — студент Ленінградського інституту інженерів залізничного транспорту.
У 1952 — 1960 р. — начальник дистанції шляхів Південно-Західної залізниці у місті Біла Церква; начальник цеху Білоцерківського заводу залізобетонних виробів.
У 1960 — 1963 р. — завідувач промислово-транспортного відділу Білоцерківського міськкому КПУ; 2-й секретар Білоцерківського міського комітету КПУ Київської області.
У 1963 — 1974 р. — 1-й секретар Білоцерківського міського комітету КПУ Київської області.
У 1974 — 1976 р. — начальник Київського обласного виробничого управління «Київсільбуд».
З 1976 року — персональний пенсіонер союзного значення. Помер у Києві в лютому 1987 року.

## Нагороди
- орден Леніна
- орден Жовтневої Революції
- орден Трудового Червоного Прапора
- орден Вітчизняної війни ІІ ступеня
- медалі